# República Sul-Africana
```
   |-
       |
Erro:
:  
valor não especificado para "
nome_comum
"
```

A República Sul-Africana (informalmente conhecida como República do Transvaal), foi uma república autoproclamada em 1857, a partir da grande jornada (Great Trek) dos bôeres que fugiram da Colónia do Cabo, ocupada pelos britânicos, devido à abolição da escravatura em 1835.
Esta república ocupava a região correspondente ao que seria mais tarde (de 1910 e 1994) a província do Transvaal, situada no norte da África do Sul e com capital em Pretória.
Seu território foi primeiramente anexado pelos britânicos em 12 de abril de 1877, sob o pretexto, entre outros, de que a república bôer havia fracassado na "pacificação" do povo Bapedi, liderado por Sekhukhune. Segundo Sir Theophilus Shepstone, a tibieza demonstrada pelos bôeres no confronto com os nativos ameaçava destabilizar as colônias britânicas do Cabo e Natal.
A sua independência foi restaurada em 1881 e novamente terminou em 1900, quando foi definitivamente anexada pelos britânicos durante a Segunda Guerra dos Bôeres.

## Presidentes da República Sul-Africana
| Datas     | Presidente                                                                                                  |
| --------- | --- |
| 1857–1863 | Marthinus Wessel Pretorius                                                                                  |
| 1863–1864 | Willem Cornelis Janse van Rensburg                                                                          |
| 1864–1871 | Marthinus Wessel Pretorius                                                                                  |
| 1871–1877 | Thomas François Burgers                                                                                     |
| 1877–1881 | Primeira anexação britânica                                                                                 |
| 1881–1883 | Marthinus Wessel Pretorius, Stephanus Johannes Paul Kruger e Petrus Jacobus Joubert (Troika ou Triunvirato) |
| 1883–1902 | Stephanus Johannes Paul Kruger                                                                              |
| 1902      | Segunda anexação britânica                                                                                  |